# Sleep Token
Sleep Token é uma banda britânica de rock, formada em 2016 em Londres, Inglaterra. O grupo é um coletivo mascarado anônimo liderado por um frontman apelidado de Vessel. Eles foram categorizados em muitos gêneros diferentes, incluindo metal alternativo, metalcore, post-rock/metal, metal progressivo e indie rock/pop. Depois de autopublicar seu extended play (EP) de estreia One em 2016, a banda assinou com a Basick Records e lançou uma sequência, Two, no ano seguinte. O grupo mais tarde assinou com a Spinefarm Records e lançou seu primeiro álbum completo Sundowning em 2019, que foi seguido em 2021 por This Place Will Become Your Tomb. Um terceiro álbum, Take Me Back to Eden, foi lançado em maio de 2023.

## História

### 2016–2019: Começos e primeiros lançamentos
Sleep Token estreou em setembro de 2016 com o lançamento de seu primeiro single, "Thread the Needle". A faixa foi seguida em dezembro pelo EP de estreia da banda One, que apresentava duas canções adicionais mais arranjos alternativos de piano de todas as três faixas. Em maio de 2017, foi anunciado que o Sleep Token havia assinado com o selo independente Basick Records e lançaria seu segundo EP Two em julho. Antes do lançamento do EP, o grupo lançou dois novos singles - "Calcutta" em maio e "Nazareth" em junho. Na estreia exclusiva de "Calcutta", o escritor da Metal Hammer, Luke Morton, descreveu a canção como "uma mistura estranha e única de metal técnico e paisagens sonoras indie expansivas". Na crítica para Two for Distorted Sound, Matt Corcoran também observou a combinação de elementos de vários gêneros, explicando que "Através dessas três faixas fascinantes, a banda cumpre totalmente sua promessa de mistura de gêneros, movendo-se entre uma atmosfera indie leve e uma atmosfera pesada e sombria de Meshuggah e cobrindo a maior parte do espectro intermediário."
Pouco antes do lançamento de Two, Sleep Token fez sua estreia ao vivo no Black Heart em Londres em 17 de junho de 2017. Os shows no final do ano incluíram apresentações na O2 Academy Islington apoiando a banda norueguesa Motorpsycho em outubro, e no Student Central apoiando o artista francês de synthwave Perturbator em dezembro. Durante o início de 2018, eles também apoiaram Loathe ao lado de Holding Absence, tocaram em festivais, incluindo Camden Rocks, e se apresentaram no Maida Vale Studios para o BBC Radio 1 Rock Show. Em junho, a banda lançou o primeiro de uma série de singles independentes, "Jaws". Uma versão cover de "Hey Ya!" do Outkast foi lançada em agosto, antes da apresentação da banda nos festivais de Reading e Leeds naquele mês. Em outubro, eles lançaram "The Way That You Were" e fizeram seu primeiro show principal (e décimo primeiro no geral) na St Pancras Old Church, cujos ingressos supostamente esgotaram em 30 segundos. "Jaws" e "The Way That You Were" foram posteriormente lançados juntos em vinil de 10" para o Record Store Day em 2021.

### 2019–2022: Assinando a Spinefarm e os dois primeiros álbuns
Em junho de 2019, foi anunciado que o Sleep Token havia assinado com a subsidiária da Universal Spinefarm Records. Ao mesmo tempo, o álbum completo de estreia da banda, Sundowning, foi confirmado para lançamento em novembro, com "The Night Does Not Belong to God" lançada como a primeira faixa do álbum. O grupo continuou lançando músicas do álbum a cada duas semanas até o lançamento do álbum. Sundowning recebeu críticas geralmente positivas de críticos musicais - o colunista Tom Shepherd, da Kerrang!, deu ao álbum uma classificação de quatro em cinco, escrevendo que contém "momentos aqui para realmente saborear, e ideias e experiências que parecem únicas", mas observando que "a natureza contínua desse humor sombrio entrelaçado com o lento do grupo -queimando, ritmo apático começa a se arrastar em [seu] tempo de execução de 50 minutos". Antes do lançamento do álbum, Sleep Token fez dois shows esgotados em Londres e Manchester; após seu lançamento, eles embarcaram em sua primeira turnê norte-americana apoiando o grupo de metalcore Issues ao lado de Polyphia e Lil Aaron.
Após uma curta turnê pelo Reino Unido no início do ano, vários shows devido à apresentação do Sleep Token durante 2020 foram cancelados devido à pandemia de COVID-19. Isso incluiu aparições planejadas no Knotfest Japan em março, Download Festival em junho, e no Mad Cool de Madri em julho. Durante o verão, a banda lançou uma versão expandida de Sundowning com quatro novas faixas baseadas em piano conhecidas coletivamente como The Room Below, que incluía versões cover de "When the Party's Over" de Billie Eilish e "I Wanna Dance with Somebody (Who Loves Me)" de Whitney Houston.". O grupo deveria retornar às apresentações ao vivo em março de 2021 com cinco shows com distanciamento social chamados "The Isolation Rituals", no entanto, eles foram cancelados devido a preocupações contínuas relacionadas à pandemia. Eles finalmente voltaram no verão, liderando a segunda fase do Download Festival Pilot em 18 de junho. No dia anterior, a banda anunciou seu segundo álbum This Place Will Become Your Tomb e lançou um novo single, "Alkaline".
"Alkaline" foi seguido em agosto e setembro por "The Love You Want" e "Fall for Me", respectivamente. This Place Will Become Your Tomb foi lançado em 24 de setembro de 2021 e deu ao Sleep Token suas primeiras posições nas paradas quando estreou no número 39 no UK Albums Chart e no número 13 no Scottish Albums Chart. O álbum foi promovido em uma turnê de oito datas pelo Reino Unido e Irlanda em novembro, com o apoio de AA Williams. Em janeiro de 2022, Sleep Token foi apresentado como artista de capa da revista Metal Hammer. Mais shows se seguiram na primavera e no verão - em abril, o vocalista Vessel realizou um show solo "íntimo" (acompanhado por apenas três vocalistas de apoio) apelidado de A Ritual from the Room Below; em maio, o grupo apoiou Architects ao lado de Malevolence em uma curta turnê pelo Reino Unido; e no verão, eles tocaram em vários festivais, incluindo Download, além de fazer uma turnê pela Austrália com Northlane. Datas posteriores se seguiram na América do Norte, apoiando In This Moment com Nothing More e Cherry Bombs.

### 2022–presente: eventos recentes eTake Me Back to Eden
No final de 2022, o Sleep Token anunciou uma turnê no Reino Unido para janeiro de 2023 com o apoio de Northlane, bem como uma turnê australiana para abril/maio. Antes de uma série de shows na Alemanha, a banda lançou o single "Chokehold", seu primeiro novo material desde This Place Will Become Your Tomb, em 5 de janeiro de 2023. Isso foi seguido por "The Summoning" no dia seguinte, "Granite" duas semanas depois, e "Aqua Regia" no dia seguinte. Todas as quatro faixas lançadas desde o início de 2023 foram incluídas no terceiro álbum da banda, Take Me Back to Eden, lançado em maio de 2023.
Em março de 2023, Sleep Token foi indicado para Melhor Artista do Reino Unido no Heavy Music Awards. Durante o verão, a banda se apresentou em festivais, incluindo Graspop Metal Meeting na Bélgica, Wacken Open Air na Alemanha, e Reading and Leeds Festivals no Reino Unido. Em maio de 2023, Sleep Token ganhou o prêmio de Melhor Artista do Reino Unido no Heavy Music Awards. No mesmo mês, a banda anunciou um show solo como atração principal na Arena Wembley, que ocorreu em dezembro de 2023. O show esgotou em menos de 10 minutos após os ingressos serem disponibilizados para venda geral. Durante a apresentação, a banda revelou novas máscaras para indicar a entrada em uma "nova era".
Após o sucesso recebido, Sleep Token recebeu elogios da imprensa musical ao final do 2023. Os leitores da Metal Hammer classificaram o álbum como o melhor do ano, enquanto os escritores da revista o classificaram como o quarto melhor do ano (atrás de Sanguivore de Creeper na posição 1, Life Is But a Dream... de Avenged Sevenfold na posição 2 e The Above de Code Orange na posição 3). Revolver também o nomeou como o melhor álbum do ano, assim como a Rock Sound, que também nomeou Sleep Token como a melhor banda britânica do ano. A equipe da Kerrang! chamou o álbum de o terceiro melhor de 2023, atrás apenas de Sanguivore em segundo lugar 2 e But Here We Are do Foo Fighters no topo da lista. Os escritores do NME nomearam Take Me Back to Eden como o 21º melhor álbum do ano, enquanto classificaram "The Summoning" como a 18ª melhor música do ano.
Em janeiro de 2024, houve um suposto vazamento de identidade e endereço do músico III. A banda, em resposta a isso, apagou todas as publicações em suas contas online e, desde então, estão em silêncio.

## Arte, identidade e estilo musical

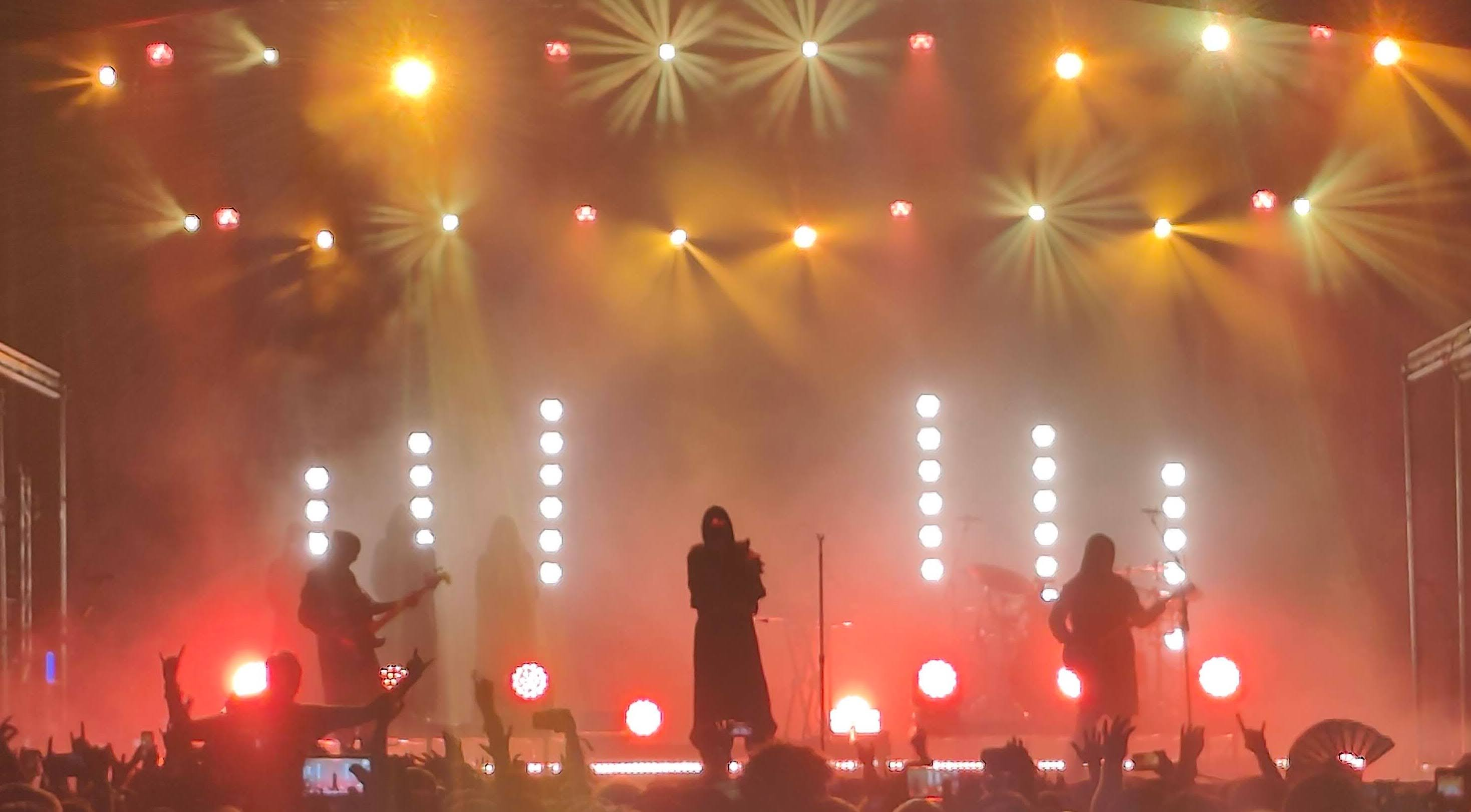
Sleep Token tocando no festival Aftershock, 2023

Desde sua formação, o Sleep Token permaneceu totalmente anônimo - Rich Hobson da Metal Hammer explica que os membros, que usam máscaras e capas, "obscurecem seus rostos, não falam no palco e só deram uma entrevista". O vocalista e principal compositor da banda é conhecido pelo apelido de "Vessel". O ênfase do grupo no anonimato e no estilo visual foi comparado a práticas semelhantes empregadas por Ghost, Slipknot, e Gwar. Em 2017, o então novo selo do Sleep Token, Basick Records, publicou uma descrição da banda que dizia: "Uma banda que vai além de simplesmente escrever e tocar música, o Sleep Token é considerado "os representantes mortais da antiga divindade conhecida apenas como 'Sleep', liderado pela figura mascarada e encapuzada chamada 'Vessel'... o mestre criador por trás da música." Na única entrevista da banda até o momento, com Metal Hammer na época de sua assinatura com Basick, o vocalista Vessel expandiu a tradição da banda, afirmando que "Estamos aqui para servir ao Sleep e projetar Sua mensagem." Quando questionado sobre o sono, ele afirmou que "Ele está em toda parte, em todos os momentos. Vessel encontrou Sleep em um sonho, com promessa de glória e magnificência se Vessel o seguisse."
Musicalmente, o Sleep Token foi categorizado em uma ampla gama de gêneros, incluindo metal alternativo, post-rock/metal,  metal progressivo, e indie rock / pop.  Hobson sugeriu que a banda tem uma "abordagem fluida do gênero", alegando que eles incorporam "elementos de tudo, desde tech metal e alternativo ao pop e R&B ". Da mesma forma, John D. Buchanan do site AllMusic escreveu que Sleep Token "combina tropos pós-rock, pós-clássicos e pós-metal com vocais indie pop emocionantes em uma mistura que soa como nada mais". O selo da banda, Spinefarm Records, simplesmente afirmou que "em um mundo de forma e gênero, o Sleep Token não pode ser confinado". A banda foi vaga sobre suas influências, simplesmente creditando "uma infinidade de artistas" como inspiração; no início de sua carreira, porém, eles citaram Leprous, Agent Fresco, Bon Iver e Meshuggah como influências. Os comentaristas também colocaram artistas como Deftones, Cult of Luna, Explosions in the Sky e Ólafur Arnalds como possíveis influências.

## Discografia

### Álbuns de estúdio
| Título                                                     | Detalhes do álbum                                                                         | Posições alcançadas nas paradas | Posições alcançadas nas paradas | Posições alcançadas nas paradas | Posições alcançadas nas paradas | Posições alcançadas nas paradas | Posições alcançadas nas paradas | Posições alcançadas nas paradas | Posições alcançadas nas paradas | Posições alcançadas nas paradas | Posições alcançadas nas paradas |
| Título                                                     | Detalhes do álbum                                                                         | UK                              | UK Down.                        | UK Fís.                         | UK Vendas                       | UK Vinyl                        | AUS                             | ALE                             | NZ                              | ESC                             | EUA                             |
| ---------------------------------------------------------- | ----------------------------------------------------------------------------------------- | ------------------------------- | ------------------------------- | ------------------------------- | ------------------------------- | ------------------------------- | ------------------------------- | ------------------------------- | ------------------------------- | ------------------------------- | ------------------------------- |
| Sundowning                                                 | - Lançamento: 21 de novembro de 2019 - Selo: Spinefarm - Formatos: CD, 2LP, DL, streaming | —                               | —                               | —                               | —                               | —                               | —                               | —                               | —                               | —                               | —                               |
| This Place Will Become Your Tomb                           | - Lançamento: 24 de setembro de 2021 - Selo: Spinefarm - Formatos: CD, 2LP, DL, streaming | 39                              | 12                              | 12                              | 11                              | 13                              | —                               | 72                              | 13                              | 13                              | —                               |
| Take Me Back to Eden                                       | - Lançamento: 19 de maio de 2023 - Selo: Spinefarm - Formatos: CD, 2LP, DL, streaming     | 3                               | 5                               | 3                               | 3                               | 2                               | 3                               | 5                               | 12                              | 4                               | 16                              |
| Even in Arcadia                                            | - Lançamento: 9 de maio de 2023 - Selo: RCA Records - Formatos: CD, LP, DL, streaming     | —                               | —                               | —                               | —                               | —                               | —                               | —                               | —                               | —                               | —                               |
| "—" denota um lançamento que não registrou naquela parada. |                                                                                           |                                 |                                 |                                 |                                 |                                 |                                 |                                 |                                 |                                 |                                 |

### Extended plays
| Título | Detalhes do EP                                                                                          |
| ------ | --- |
| One    | - Lançado: 2 de dezembro de 2016 - Selo: nenhum (lançamento independente) - Formatos: CD, DL, streaming |
| Two    | - Lançado: 21 de julho de 2017 - Selo: Basick Records - Formatos: CD, DL, streaming                     |

### Singles
| Título                                                     | Ano  | Posições alcançadas | Posições alcançadas | Posições alcançadas | Álbum/EP                         |
| Título                                                     | Ano  | UK Rock             | US Rock             | US Hard Digi.       | Álbum/EP                         |
| ---------------------------------------------------------- | ---- | ------------------- | ------------------- | ------------------- | -------------------------------- |
| "Thread the Needle"                                        | 2016 | —                   | —                   | —                   | One                              |
| "Calcutta"                                                 | 2017 | —                   | —                   | —                   | Two                              |
| "Nazareth"                                                 | 2017 | —                   | —                   | —                   | Two                              |
| "Jaws"                                                     | 2018 | —                   | —                   | —                   | Single avulso                    |
| "Hey Ya!" (cover de Outkast)                               | 2018 | —                   | —                   | —                   | Single avulso                    |
| "The Way That You Were"                                    | 2018 | —                   | —                   | —                   | Single avulso                    |
| "Alkaline"                                                 | 2021 | —                   | —                   | —                   | This Place Will Become Your Tomb |
| "The Love You Want"                                        | 2021 | —                   | —                   | —                   | This Place Will Become Your Tomb |
| "Fall for Me"                                              | 2021 | —                   | —                   | —                   | This Place Will Become Your Tomb |
| "Is It Really You?" (com Loathe)                           | 2022 | —                   | —                   | —                   | Single avulso                    |
| "Chokehold"                                                | 2023 | —                   | 37                  | 15                  | Take Me Back to Eden             |
| "The Summoning"                                            | 2023 | 14                  | 22                  | 2                   | Take Me Back to Eden             |
| "Granite"                                                  | 2023 | —                   | 38                  | 24                  | Take Me Back to Eden             |
| "Aqua Regia"                                               | 2023 | —                   | —                   | —                   | Take Me Back to Eden             |
| "Vore"                                                     | 2023 | —                   | —                   | —                   | Take Me Back to Eden             |
| "DYWTYLM"                                                  | 2023 | —                   | —                   | —                   | Take Me Back to Eden             |
| "Emergence"                                                | 2025 | 1                   | 7                   | —                   | Even in Arcadia                  |
| "Caramel"                                                  | 2025 | 1                   | 6                   | —                   | Even in Arcadia                  |
| "Damocles"                                                 | 2025 | 1                   | 11                  | —                   | Even in Arcadia                  |
| "—" denota um lançamento que não registrou naquela parada. |      |                     |                     |                     |                                  |

### Outras músicas nas paradas
| Título                 | Ano  | Posições alcançadas | Posições alcançadas | Posições alcançadas | Álbum                |
| Título                 | Ano  | UK Rock             | US Rock             | NZ Hot              | Álbum                |
| ---------------------- | ---- | ------------------- | ------------------- | ------------------- | -------------------- |
| "Ascensionism"         | 2023 | 27                  | 33                  | 34                  | Take Me Back to Eden |
| "The Apparition"       | 2023 | —                   | 41                  | —                   | Take Me Back to Eden |
| "Rain"                 | 2023 | —                   | 36                  | 39                  | Take Me Back to Eden |
| "Take Me Back to Eden" | 2023 | 21                  | 29                  | 32                  | Take Me Back to Eden |

### Videoclipes
| Título                            | Ano  | Álbum/EP                         | Ref.   |
| --------------------------------- | ---- | -------------------------------- | ------ |
| "Thread the Needle"               | 2016 | One                              | [ 87 ] |
| "Fields of Elation"               | 2016 | One                              | [ 88 ] |
| "Jaws"                            | 2018 | single avulso                    | [ 89 ] |
| "The Way That You Were"           | 2018 | single avulso                    | [ 90 ] |
| "Blood Sport" (de The Room Below) | 2020 | Sundowning (deluxe edition)      | [ 91 ] |
| "Alkaline"                        | 2021 | This Place Will Become Your Tomb | [ 92 ] |
| "The Love You Want"               | 2021 | This Place Will Become Your Tomb | [ 93 ] |
| "Fall for Me"                     | 2021 | This Place Will Become Your Tomb | [ 94 ] |